# Gammeltida och andra tider
Gammeltida och andra tider, polsk originaltitel Prawiek i inne czasy, är en roman av den polska författaren och Nobelpristagaren Olga Tokarczuk. Romanen publicerades första gången på polska 1996, och i svensk översättning av Lennart Ilke på Ariel förlag 2006. Det var den andra romanen av författaren som gavs ut på svenska.
Romanen har blivit en stor läsarframgång, och läses ofta som en del av den polska undervisningen. Till engelska har romanen översatts som Primeval och Other Times av Antonia Lloyd-Jones. Den har filmatiserats av Sebastian Majewski.
Den svenska översättningen recenserades i bland annat Svenska Dagbladet och Göteborgs-Posten. Den fick viss kritik för att vara för lik en saga i GP, samtidigt som recensenten såg Tokarczuk som en av de mest intressanta författarna i Öst- och Centraleuropa, och i SvD kallades hon för en enastående berättare.

## Handling
Romanen utspelar sig i den fiktiva byn Gammeltida, en liten by på den polska landsbygden. Romanen skildrar de vardagliga händelserna i byn liksom de stora världshändelserna, inklusive de två världskrigen och kommunismens uppgång och fall, från andra världskrigets början till nittonhundratalets slut. Den tar form av många små, i vissa fall nästan självstående, noveller.

## Mottagande
Romanen har mottagit flera priser och översatts till fler än tjugo språk. Den nominerades till och mottog läsarnas NIKE-pris. Tokarczuk mottog också det prestigefyllda Paszport Polityki som ges ut av tidningen Polityka 1996, liksom Kościelskipriset 1997.
Flera svenskspråkiga tidningar recenserade romanen när den gavs ut i svensk översättning. Michel Ekman kallade i Svenska Dagbladet författaren för en "enastående berättare, en mytskapare med en överflödande och sinnlig fantasi som förenar stora historiska och existentiella linjer med ett uppmärksamt intresse för enskilda människoöden och platser." Ekman menar också att Tokarczuk har en osviklig känsla för platsen hon beskriver, och att det är platsbeskrivningarna och de konkreta beskrivningarna av huvudpersonernas liv som man minns. Malte Persson jämför i Göteborgs-Posten romanen med H.C. Andersens sagor. Han menar även att romanen emellanåt alltför mycket närmar sig en saga, men att "det landskap som Tokarczuk skriver fram ett av de mest speciella och besöksvärda på en även i övrigt spännande öst- och centraleuropeisk litterär karta."

## Utgåvor
- Tokarczuk, Olga (1996) (på polska). Prawiek i inne czasy (1. wyd.). Warszawa: W.A.B. Libris 7703659. ISBN 8387021016
  - Tokarczuk, Olga (2006). Gammeltida och andra tider. Ariel. Skrifter, 1403-8137 ; 34. Översättning: Lennart Ilke. Tollarp: Ariel. Libris 10201565. ISBN 9197554006